# 上古世紀
《上古世紀》是一款由韓國人宋在京開發的大型多人在線角色扮演遊戲。2013年1月15日在韓國上線，隨後在中國、日本、歐美等地上線。

## 制作
《上古世紀》匯集了各界菁英共同合作，游戏背景來自韩国奇幻小說家全民熙寫作的故事《上古世紀》，視覺美術總監「尹龍基」擁有20餘年視覺設計與美術特效經驗，曾參與電影鐵達尼號、楚門的世界視覺特效製作；遊戲配樂更由韓國教父級音樂人「尹尚」編寫譜曲，並由首屈一指的「韓國首爾愛樂樂團」現場錄音製作。

## 剧情
劇情主要是善與惡的鬥爭，主角被設定為可以改變未來。遊戲中採用任選天賦組成職業的創新系統，10种天賦可變化出120種的不同職業，同時還設計了豐富的副本、任務活動與經商貿易等 PvE 玩法；PVP 玩法，像是陣營對抗、領地爭奪、戰場競技等也都可以在遊戲中體驗。此外，《上古世紀》還擁有少見的房屋與城堡建設、登船海戰、車輛駕駛、種植畜牧、製造組合等高自由度機制。

## 问题
2016年7月1日台港澳地區由雷爵網絡宣布代理營運，預計2016年第四季上市。但都無進一步消息，2017年6月30日普雷威 Playwith 公司宣布取得經營權，2017年8月25日宣布約同年第四季會開放封閉測試，該遊戲至今尚有許多未改善的Bug，如關鍵任務物品消失，寵物AI低下，經常卡在障礙物前沒法動彈，副本內必經之路多出了一條橫樑，讓玩家在跳下副本時未能跌落水中而死亡，客服選項沒有功能等等，為玩家造成極大的麻煩。。後續宣布在2017年10月25日開放封閉測試。2017年11月22日開始營運。台港澳地區上市後即因各種問題與承諾跳票玩家大量減少。台港澳服出現各種獨特版本及遊戲內容，導致遊戲出現更多BUG，甚至出現遊戲公司介入玩家遊戲的行為，導致玩家大幅減少。
奧吉德娜伺服器中曾發生英雄選舉選不贏該勢力第一英雄的玩家群體長期於勢力/種族頻道肆意謾罵侮辱其他玩家，部分玩家甚至截圖發表於巴哈姆特論壇並多次以遊戲規章內容向官方檢舉，要求官方懲處肆意謾罵者，此事件一度於巴哈姆特論壇中廣泛討論，但該問題到最後也未曾改善，導致玩家流失。
該事件相關公告

## 评价
上古世纪在各类电网网站上的评价普遍呈正面。

## 外部連結
- 官方网站：韓國、中国大陆